# پستانک‌های تیغی
پستانک‌های تیغی (نام علمی: Echinomastus) نام یک سرده از زیرخانواده کاکتوس‌واریان است.